# Liste der Stolpersteine in Markkleeberg
Die Liste der Stolpersteine in Markkleeberg enthält sämtliche Stolpersteine, die im Rahmen des gleichnamigen Kunst-Projektes von Gunter Demnig in der sächsischen Stadt Markkleeberg verlegt wurden.

## Hintergrund
Die Markkleeberger Stolpersteine erinnern an ehemalige Bewohnerinnen und Bewohner der Stadt, die während des Nationalsozialismus erfasst, verfolgt und meistens deportiert und ermordet wurden. Insgesamt wurden bis 2022 elf Stolpersteine an sechs verschiedenen Orten der Stadt verlegt.
Von Gunter Demnig wurden im Juni 2010 für Ehepaar Bamberger erstmals Stolpersteine an einem Standort in Markkleeberg verlegt.
Bei der zweiten Verlegung am 5. September 2017 wurden zusätzliche sieben Stolpersteine an vier Standorten verlegt.

## Liste der Stolpersteine in Markkleeberg
| Bild | Adresse                    | Verlegedatum | Inschrift | Kurzbiografie |
| --- | -------------------------- | ------------ | --- | --- |
| | Am Wolfswinkel 14 Lage     | 5. Sep. 2017 | Hier wohnte Alexander Eisenberg Jg. 1888 deportiert 1945 Theresienstadt ermordet 25.2.1945                                                                                  | Alexander Eisenberg (* 1888, † 1945)                                                                                  |
| weitere Bilder \| | Hauptstraße 3 Lage         | 5. Juni 2010 | Hier wohnte Ludwig Philipp Bamberger Jg. 1882 deportiert 1942 Theresienstadt tot 8.12.1942                                                                                  | Ludwig Philipp Bamberger (* 1882, † 1942)                                                                             |
| weitere Bilder \| | Hauptstraße 3 Lage         | 5. Juni 2010 | Hier wohnte Olla Bamberger geb. Kestenbaum Jg. 1895 deportiert 1942 Theresienstadt tot 20.4.1944                                                                            | Olla Bamberger (* 1895, † 1944)                                                                                       |
| weitere Bilder \| | Hauptstraße 68 Lage        | 5. Sep. 2017 | Hier wohnte Chane Suhl geb. Lichtenfeld Jg. 1889 Flucht 1940 Litauen bei Einmarsch in Kaunus ermordet 1941                                                                  | Chane Suhl (* 1889, † 1941)                                                                                           |
| Bild gesucht Die Wikipedia wünscht sich an dieser Stelle ein Bild vom hier behandelten Ort. Weitere Infos zum Motiv findest du vielleicht auf der Diskussionsseite . Falls du dabei helfen möchtest, erklärt die Anleitung , wie das geht. BW | Parkstraße 2 Lage          | 16. Mai 2022 | Hier wohnte Gustav Brecher Jg. 1879 Flucht 1939 CSR 1939 Belgien Flucht in den Tod Mai 1940 Ostende                                                                         | Gustav Brecher (* 1879, † Mai 1940) Stolpersteine für Gustav Brecher liegen auch in Hamburg-Neustadt und Leipzig      |
| Bild gesucht Die Wikipedia wünscht sich an dieser Stelle ein Bild vom hier behandelten Ort. Weitere Infos zum Motiv findest du vielleicht auf der Diskussionsseite . Falls du dabei helfen möchtest, erklärt die Anleitung , wie das geht. BW | Parkstraße 2 Lage          | 16. Mai 2022 | Hier wohnte Gertrud Brecher geb. Deutsch Jg. 1894 Flucht 1939 CSR 1939 Belgien Flucht in den Tod Mai 1940 Ostende                                                           | Gertrud Brecher (* 1894, † Mai 1940)                                                                                  |
| | Pater-Kolbe-Straße 23 Lage | 5. Sep. 2017 | Hier wohnte Helene Knothe geb. Wendt Jg. 1892 verhaftet 27.7.1944. ’Wehrkraftzersetzung’ Gefängnis Leipzig Todesurteil 23.11.1944 hingerichtet 20.12.1944 Berlin-Plötzensee | Helene Knothe (* 1892, † 1944)                                                                                        |
| weitere Bilder \| | Rathausstraße 34 Lage      | 5. Sep. 2017 | Hier wohnte Rosa Berliner geb. Stern Jg. 1881 Flucht 1939 Belgien interniert Mechelen deportiert 1942 Auschwitz ermordet 28.9.1942                                          | Rosa Berliner (* 1881, † 1942)                                                                                        |
| weitere Bilder \| | Rathausstraße 34 Lage      | 5. Sep. 2017 | Hier wohnte Friedrich Berliner Jg. 1921 Flucht 1939 Belgien interniert Mechelen deportiert 1942 Auschwitz ermordet 11.10.1942                                               | Friedrich Berliner (* 1921, † 1942)                                                                                   |
| weitere Bilder \| | Rathausstraße 34 Lage      | 5. Sep. 2017 | Hier wohnte Lucie Berliner verh. Jamschon Jg. 1910 Flucht 1939 Belgien interniert Mechelen deportiert 1942 Auschwitz ermordet 13.8.1942                                     | Lucie Berliner (* 1910, † 1942)                                                                                       |
| { weitere Bilder \| | Rathausstraße 34 Lage      | 5. Sep. 2017 | Hier wohnte Gertrud Lubo geb. Berliner Jg. 1914 Flucht 1938 Australien | Gertrud Lubo (* 1914, † 4. Juni 2017 in Australien), konnte mit ihren Ehemann Piotr Luboszyz nach Australien flüchten |